# Santo Amaro da Imperatriz
Santo Amaro da Imperatriz è un comune del Brasile nello Stato di Santa Catarina, parte della mesoregione della Grande Florianópolis e della microregione di Florianópolis.

## Storia
La colonizzazione fu legata alla scoperta di acque calde termali, a 39 °C, avvenuta nel 1813. Non esistendo, a quel tempo, altre località termali sfruttate in Brasile, Giovanni VI (fuggito in Brasile sin dal 1807, a seguito della invasione napoleonica) vi distaccò un contingente di armati, a curare gli indigeni che l'abitavano, ricordati come 'ostili'.
Seguì, il 18 marzo 1818, la costruzione di un ospedale: il primo impianto termale dell'intero Brasile.
Nell'ottobre del 1845, il borgo venne onorato della visita del dell'Imperatore Pietro II del Brasile, nipote di Giovanni VI, accompagnato dalla consorte, Maria Teresa Cristina di Borbone-Due Sicilie, principessa napoletana, figlia di re Francesco I delle Due Sicilie.
Questi ordinarono la costruzione di una stazione termale, con appartamenti e bagni. In riconoscenza, la cittadina, prima chiamata Caldas do Cubatão, venne ribattezzata Caldas da Imperatriz.

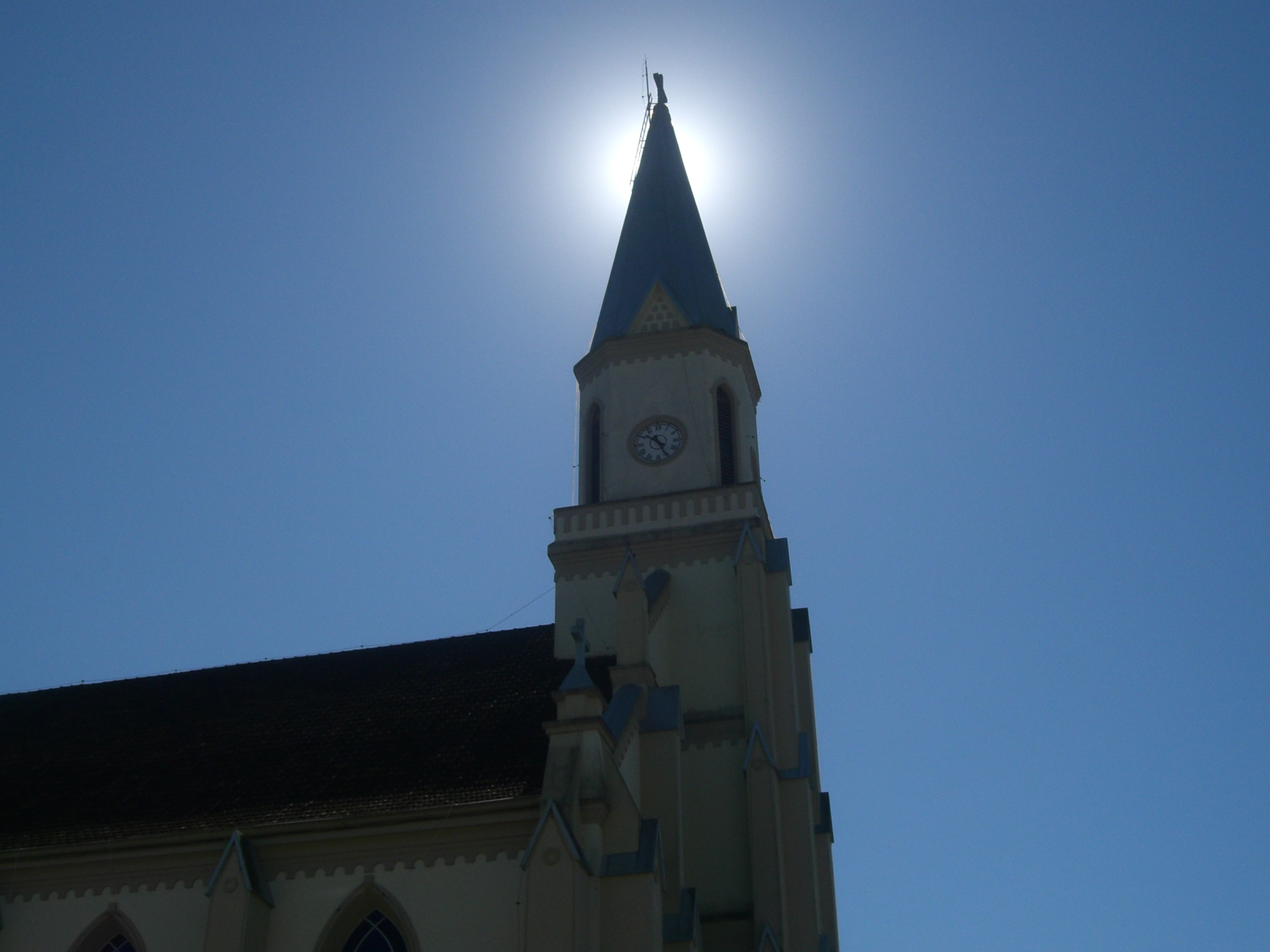
Chiesa di Santo Amaro da Imperatriz

Nel 1949 la località ricevette l'attuale denominazione di Santo Amaro da Imperatriz. Il 10 luglio 1958, in base alla legge n. 344 del precedente 6 gennaio, venne elevata a municipio, per distacco dal municipio di Palhoça.